# كرار إبراهيم
كرار إبراهيم (19 سبتمبر 1994 - 9 يوليو 2020) لاعب كرة قدم عراقي سابق لعب كحارس مرمى للمنتخب الأولمبي العراقي في بطولة آسيا تحت 23 سنة 2016 .

## مسيرته الكروية
بدأ كرار ممارسة كرة القدم في أكاديمية الميناء وتمكن من الفوز مع نادي الميناء تحت 16 سنة بدوري شباب أندية البصرة عام 2009.
في سبتمبر 2009، تمت ترقيته للعب مع الفريق الأول لنادي الميناء. وفي 22 مايو 2010، لعب أول مباراة له في دوري نجوم العراق ضد نادي الحسنين، حيث دخل كبديل في الشوط الثاني، وأثبت أنه لا يختلف عن الحارس الأساسي للفريق بعد أن تمكن من إحباط انفراد المهاجم حسن جبار.
بقي كرار مع الميناء حتى عام 2017، حيث شارك في 97 مباراة، ثم انتقل إلى نادي نفط الجنوب لموسم واحد. بعد ذلك عاد إلى نادي الميناء لموسم آخر، وشارك في 13 مباراة، ثم انتقل إلى نادي الطلبة للعب معه في موسم 2019–2020.

## مسيرته الدولية
تم اختيار كرار إبراهيم لأول مرة لتمثيل العراق في عام 2010، عندما قام المدرب عادل نعمة، مدرب منتخب العراق تحت 17 سنة، باختياره ليكون جزءًا من تشكيلة مكونة من 23 لاعبًا للمشاركة في الألعاب الرياضية المدرسية العربية في بيروت. حيث فازوا ببطولة كرة القدم وحصلوا على الميداليات الذهبية.
كما تم اختيار كرار من قبل المدرب عبد الغني شهد ليكون جزءًا من الفريق الأولمبي المكون من 27 لاعبًا للعب في تصفيات بطولة آسيا تحت 23 عامًا 2016 للألعاب الأولمبية الصيفية 2016 في ريو دي جانيرو. وفي 6 نوفمبر 2015، استدعاه المدرب يحيى علوان إلى شكيلة المنتخب العراقي لأول مرة في مباراة ضد تايبيه الصينية.

## وفاته
في 9 يوليو 2020، تم العثور على جثة اللاعب داخل سيارته في بغداد، وكانت تظهر عليها علامات الخنق.
علق نادي الميناء نشاطه الرياضي لمدة ثلاثة أيام حداداً على وفاة حارس مرماه السابق واعتبر الرقم 20 رقماً معتزلاً تكريماً بعد الوفاة، كما أصدر رئيس الاتحاد الآسيوي لكرة القدم سلمان بن إبراهيم آل خليفة بيان تعزية بشأن اللاعب.

## الأوسمة
الميناء
- بطولة ثغر العراق 2009

## الروابط الخارجية
- كرار إبراهيم  على سكروي
- كرار إبراهيم على Playmakerstats